# سانتیاگو خیمنز
سانتیاگو گیمنز (اسپانیایی: Santiago Giménez‎؛ زادهٔ ۱۸ آوریل ۲۰۰۱) بازیکن فوتبال اهل مکزیک است که برای باشگاه باشگاه فوتبال آ.ث. میلان بازی می کند.

## تیم ملی
از باشگاه‌هایی که در آن بازی کرده‌است می‌توان به باشگاه فوتبال کروز آزول اشاره کرد.

## باشگاهی
وی همچنین در تیم‌های ملی فوتبال مکزیک بازی کرده‌است.